# Säulingssee bei Kleinensee
Säulingssee bei Kleinensee este o arie protejată (arie specială de conservare — SAC, sit de importanță comunitară — SCI) din Germania întinsă pe o suprafață de 21,41 ha, integral pe uscat.

## Localizare
Centrul sitului Säulingssee bei Kleinensee este situat la coordonatele 50°55′57″N 9°58′09″E / 50.9325°N 9.9692°E.

## Înființare
Situl Säulingssee bei Kleinensee a fost declarat sit de importanță comunitară în aprilie 1999 pentru a proteja 33 de specii de animale. Situl a fost protejat și ca arie specială de conservare în martie 2008.

## Biodiversitate
Situată în ecoregiunea continentală, aria protejată conține 1 habitat natural: Lacuri eutrofice naturale cu vegetație de tip Magnopotamion sau Hydrocharition.
La baza desemnării sitului se află mai multe specii protejate:
- păsări (31): fluierar de munte (Actitis hypoleucos), ciocârlie-de-câmp (Alauda arvensis), pescăruș albastru (Alcedo atthis), rață mică (Anas crecca crecca), Anas platyrhynchos platyrhynchos, rața moțată (Aythya fuligula), Charadrius dubius curonicus, erete de stuf (Circus aeruginosus), porumbel de scorbură (Columba oenas), Columba palumbus palumbus, cioară neagră (Corvus corone corone), cuc (Cuculus canorus), lăstun de casă (Delichon urbicum), șoimul rândunelelor (Falco subbuteo), Fulica atra atra, becațină comună (Gallinago gallinago), gaiță (Garrulus glandarius), rândunică (Hirundo rustica), sfrâncioc roșiatic (Lanius collurio), grelușelul-de-tufiș (Locustella fluviatilis), Locustella naevia, gaia roșie (Milvus milvus), viespar (Pernis apivorus), Rallus aquaticus aquaticus, mărăcinar (Saxicola rubetra), turturică (Streptopelia turtur), Tachybaptus ruficollis ruficollis, fluierarul de zăvoi (Tringa ochropus), sturz (Turdus pilaris), sturzul de vâsc (Turdus viscivorus), nagâț (Vanellus vanellus)
- amfibieni (2): izvoraș-cu-burta-galbenă (Bombina variegata), triton cu creastă (Triturus cristatus)

Pe lângă speciile protejate, pe teritoriul sitului au mai fost identificate 21 de specii de plante, 2 specii de păsări, 5 specii de amfibieni, 9 specii de nevertebrate, 1 specie de pești.